# Ливер (посёлок)
Ливер — поселок в Ермишинском районе Рязанской области. Входит в Нарминское сельское поселение.

## География
Находится в северо-восточной части Рязанской области на расстоянии приблизительно 15 км на запад-северо-запад по прямой от районного центра поселка Ермишь.

## История
Поселок образован еще до 1917 года как хутор Поповой, где работал крахмальный завод М. А. Поповой. После 1917 года хутор назывался Поповка, с 1962 года современное название по местной речке.

## Население
| 1981 | 1989 | 2004 | 2010 | 2011 | 2023 |
| ---- | ---- | ---- | ---- | ---- | ---- |
| 120  | ↘97  | ↘56  | ↘37  | ↘36  | ↘22  |

Численность населения: 60 человек в 2002 году (русские 96 %), 36 в 2010.